# الحافة (الريدة)

تعديل مصدري - تعديل

الحافة هي إحدى قرى عزلة الريدة وقصيعر بمديرية الريدة وقصيعر التابعة لمحافظة حضرموت، بلغ تعداد سكانها 2298 نسمة حسب تعداد اليمن لعام 2004.